# Vestvorren
Der Vestvorren (norwegisch für Weststeg) ist der westliche zweier benachbarter Gebirgskämme, die sich ausgehend von der Neumayersteilwand im ostantarktischen Königin-Maud-Land in nördlicher Richtung erstrecken. Der andere ist der Austvorren. Südlich des Vestvorrens ragt der Vorrnipa aus der Neumayersteilwand auf.
Luftaufnahmen entstanden bei der Deutschen Antarktischen Expedition 1938/39 unter der Leitung des Polarforschers Alfred Ritscher. Norwegische Kartografen gaben der Formation ihren deskriptiven Namen und kartierten sie anhand von Vermessungen und Luftaufnahmen der Norwegisch-Britisch-Schwedischen Antarktisexpedition (1949–1952) und Luftaufnahmen der Dritten Norwegischen Antarktisexpedition (1956–1960).